# Гусак Юрій Миколайович
Гусак Ю́рій Микола́йович — полковник, Державна прикордонна служба України. Повний лицар ордена Богдана Хмельницького.

## Нагороди
За особисту мужність і героїзм, виявлені у захисті державного суверенітету та територіальної цілісності України, вірність військовій присязі під час російсько-української війни
- нагороджений орденом Богдана Хмельницького I (29.04.2025), II (02.04.2022) та III (27.05.2015) ступеня.